# Tobias corticatus
Tobias corticatus là một loài nhện trong họ Thomisidae.
Loài này thuộc chi Tobias. Tobias corticatus được Cândido Firmino de Mello-Leitão miêu tả năm 1917.